# Arsenaal (Woerden)
Het Arsenaal is een rijksmonument aan de Groenendaal 26 in het centrum van Woerden. Vroeger werd het gebruikt als militair magazijn van het veldleger, maar sinds 1970, het jaar waarin het gebouw van zijn militaire functie is ontheven, heeft het eerst een tijd leeg gestaan, en is het sinds 1979 in gebruik als horecalocatie en wordt het gebruikt voor evenementen.

## Geschiedenis
De bouw van het huidige gebouw is afgerond in september 1762 als Koninklijk Tuighuis, maar daarvoor stond er al een militair magazijn op die plaats in het centrum. De gemeente Woerden kocht het gebouw in 1973 aan. In 1977 werd begonnen met de restauratie, die tot 30 maart 1979 heeft geduurd.

## Architectuur
Het gebouw is vierkant van opzet, en heeft een verdieping, waarop een schilddak met hijsluiken zit. Een muur verdeelt het gebouw in twee delen, het grootste deel zijn de magazijnen, het kleine deel de werkruimten waar reparaties werden uitgevoerd. De toegang tot het gebouw wordt verkregen door middel van rondboogdeuren.